# Honda Concerto
Honda Concerto var en bilmodell i Golfklassen som presenterades 1988. Modellen ersatte då Honda Ballade, sedanversionen av Honda Civic, och erbjöds både som femdörrars halvkombi och på vissa marknader även som sedan. Concerto tillverkades i Japan för den asiatiska marknaden, men även i England för den europeiska marknaden. Modellen utvecklades tillsammans med brittiska Rover, vars modeller 200 och 400 delade teknik och utseende med Concerto. 1994 ersattes modellserien av Honda Domani, vilken såldes i femdörrarsversion i Europa som Honda Civic.

## Motorer
- 1.4 L, 88 hk (65 kW)
- 1.5 L, 90 hk (66 kW)
- 1.6 L, 115 hk (85 kW)
- 1.6 L, 130 hk (96 kW)
- 1.6 L, 106 hk (80 kW)
- 1.8 TD turbodiesel, 90 hk (66 kW) från Peugeot.